# Chaleccy herbu Chalecki
Chaleccy herbu Chalecki – szlachecki i senatorski ród wywodzący się od Pawła Miszkowicza, (wraz z braćmi) stronnika Świdrygiełły od którego otrzymał w 1437 (w zamian za Snowsk) - Chalcz w powiecie homelskim (wieś leżała na terenie księstwa czernihowskiego). Oprócz prawosławnej gałęzi rodu istniała też tatarska.

## Historia
Potomkowie Miszkiewicza przyjęli nazwisko Chalecki (rzadziej Halecki) od nazwy tej miejscowości. Eustachy Chalecki i jego syn Michał Chalecki byli posłami do Mołdawii i Złotej Ordy. Józef Chalecki był marszałkiem Wielkiego Księstwa Litewskiego. Dymitr Chalecki był miecznikiem wielkim litewskim, następnie podskarbim wielkim litewskim (od 1590). W 1589 roku podczas Sejmu pacyfikacyjnego był marszałkiem. Jego synem był Mikołaj Krzysztof Chalecki, będący wojewodą nowogródzkim (od 1650) i miecznikiem wielkim litewskim (od 1615). Z kolei Andrzej Chalecki był jednym z sygnatariuszy aktu unii lubelskiej 1 lipca 1569 roku. Chalcz był w rękach Chaleckich do 1805 roku. Cześć rodziny zamieszkała w Austrii (Haleccy). Z tego grona znani są Oskar Alojzy Halecki, generał austro-węgierski i jego syn, historyk Oskar Halecki.

## Przedstawiciele rodu
- Eustachy Chalecki
- Michał Chalecki (zm. po 1521)
- Józef Chalecki (zm. 1559)
- Dymitr Chalecki (ok. 1550-1598)
- Andrzej Chalecki (zm. 1595)
- Mikołaj Krzysztof Chalecki (ok. 1589-1653)
- Aleksander Chalecki (zm. 1651)
- Władysław Jerzy Chalecki (1606-1668)
- Gedeon Aleksander Chalecki (XVII w.)
- Michał Chalecki (1679-1715)
- Szymon Antoni Halecki (ur. 1695)
- Piotr Wincenty Chalecki (ur. 1765)
- Stanisław Halecki (zm. XVIII/XIX w.)
- Jan Chalecki (1807-1879 lub 1883)
- Wilhelm Mateusz Chalecki (1808-1872)
- Józef Maciej Halecki (1786-1855)
- Antoni Halecki (1830-1906)
- Oskar Alojzy Halecki (1838-1903)
- Oskar Halecki (1891-1973)